# 道奇藍
道奇藍（英語：Dodger blue），又称为兰色，是一種顏色，是藍色顏色之一，因被使用於美國棒球隊洛杉磯道奇（Los Angeles Dodgers）而得名。

## 相關顏色
- 海軍藍